# 洞松寺 (長井市)
洞松寺（とうしょうじ）は、山形県長井市にある曹洞宗の寺院。山号は三峯山。本寺は南陽市上野の盛興院。本尊は釈迦如来。

## 概要
応仁年間（1467年 - 1469年）、瑞龍院五哲のひとり月窓正印（? - 1478年）によって草岡光森（現在の仁府地区）に開かれたが、火災で焼失した。草岡村と勧進代村の境にあったことから、村境争いに巻き込まれたのではないかという見方がある。
延享3年（1746年）、12世月寒耕雲（? - 1761年）の時代に現在の草岡新町に移転、高世八兵衛・高世次兵衛を開基として再建された。
16世文明恵紋（? - 1820年）は養蚕のねずみ除けを祈願し、赤地蔵堂を建立した。この前の広場が長い間、村の引導場となる。
その3年後の寛延2年（1749年）、米沢の俳人中村雨十が訪れ、そのときの様子を『洞松寺の記』に記す。その見晴らしを「眺望群れをはなれ、佳景神を得たり」と絶賛したことから絶景の地として知られ、文政12年（1829年）に米沢藩主上杉斉定が訪れた。寺宝の「鳴鶴楼」の額は佐賀の儒学者古賀穀堂（1778年 - 1836年）によるもので、斉定の記録にも記されているが、どのような経路で洞松寺にもたらされたものかは不明である。
現在の住職は豊嶺卓也（小野卓也）（1973年 - ）で33代である。